# Савчук, Владимир Афанасьевич
Владимир Афанасьевич Савчук (15 января 1913, село Негринцы — 30 апреля 1974, село Негринцы) — украинский советский деятель, председатель колхоза имени Буденного («Заря коммунизма») Новоселицкого района Черновицкой области. Депутат Верховного Совета УССР 4-5-го созывов. Герой Социалистического Труда (26.02.1958).

## Биография
Родился в бедной крестьянской семье. С 1921 года учился в местной школе, работал в сельском хозяйстве, батрачил. В 1935—1940 годах служил в румынской королевской армии.
С июня 1941 года — в рядах Красной армии, участник Великой Отечественной войны. Участвовал в боях на Кавказе, у Сталинграда, Ясско-Кишиневской операции. В ноябре 1945 года был демобилизован и вернулся в родное село.
Окончил Черновицкую областную годовалую сельскохозяйственную школу. Работал агротехником в Стальновецкой машинно-тракторной станции Черновицкой области.
С августа 1947 до 1950 года — председатель правления колхоза имени Котовского села Негринцы Новоселицкого района Черновицкой области.
Член ВКП(б) с 1950 года.
С 1950 по 1974 год — председатель правления укрупненного колхоза имени Буденного (с 1956 года — «Заря коммунизма») села Негринцы Новоселицкого района Черновицкой области.

## Награды
- Герой Социалистического Труда (26.02.1958)
- орден Ленина (26.02.1958)
- орден Октябрьской Революции (8.04.1971)
- орден Трудового Красного Знамени (23.06.1966)
- медаль «За оборону Кавказа»
- медаль «За оборону Сталинграда»
- медаль «За боевые заслуги» (5.05.1945)
- медали